# François Le Proust du Ronday
 François Le Proust du Ronday  (17 août 1548, Loudun – 16 juin 1615, Loudun), est un avocat au Parlement de Paris.

## Biographie
Il est le fils de François Le Proust du Ronday et de Marguerite Ferron, dame du Ronday, issue d'une très riche famille bourgeoise de Loudun. Les Le Proust, famille protestante, sont originaires de Bretagne. À la fin du Moyen Âge, deux branches de cette famille bretonne viennent s’établir l’une à Loudun, l’autre dans le comté du Maine.
François Le Proust est reçu avocat au parlement de Paris en 1571. Il travaille néanmoins à Loudun. Il travaille aux recherches, qui sont publiées par son fils, sous ce titre : De la Ville et Château du Loudunois, du Pays de Loudunois, et des Habitants de la Ville et Pays. Elles sont publiées et jointes au Commentaire de la Coutume de Lodunois, de Pierre Le Proust, son frère.
François survit à Pierre, son frère, et ajoute quelques observations à son Commentaire, d'après la Coutume de Touraine réformée. François Le Proust, seigneur du Ronday et de Beaulieu, meurt à Loudun le 26 juin 1615.
François Le Proust du Ronday se marie en août 1580 avec Jeanne David, d’une famille protestante de Loudun, fille de Pierre, sieur de La Courance. Ils ont au moins quatre enfants.
François Le Proust du Ronday est l'ancêtre de la famille Le Proux de La Rivière